# Hydroeciodes parda
Hydroeciodes parda är en fjärilsart som beskrevs av Beutelspacher 1984. Hydroeciodes parda ingår i släktet Hydroeciodes och familjen nattflyn. Inga underarter finns listade i Catalogue of Life.